# Rica Pereno
Rica Pereno, all'anagrafe Enrica Pereno (Torino, 8 settembre 1931 – Londra, 31 ottobre 2004), è stata una cantante italiana.

## Biografia
Scoperta dal maestro Carlo Prato, entra nel Quartetto Stars, gruppo vocale con cui ha modo di cantare con le orchestre di Cinico Angelini, Pippo Barzizza, Armando Fragna e Francesco Ferrari.
Abbandona il quartetto agli inizi degli anni 50 (1951 circa), e inizia la carriera solista incidendo alcuni 78 giri per la Cetra; tra i suoi principali successi da ricordare 'o cangaceiro, Ninì Pampan, Mama el bajon, Ballata selvaggia.
Entra poi nel 1956 come cantante nell'orchestra di Nini Rosso, effettuando anche un tour in India cantando al Firpos Nightclub di Calcutta.
Nel 1957 si sposa con John Halbert, inglese, e dopo la nascita del figlio Robert si ritira dall'attività e si trasferisce in Gran Bretagna.

## Discografia parziale

### Singoli
- 1954: Ninì Pampan/Ballata selvaggia (Cetra, DC 5960)
- 1954: O Mein Papà/O' Cangaceiro (Cetra, DC 5961)
- Lili / Mambo Sotto La Luna
- Hasta Luego / Mama el Bajon
- Arrivederci Roma / Kewpie Doll
- Calcutta / Love in Portofino
- A frangesa / Siviglia Mia
- Donne moi / Mea Culpa
- Mango dei cocomeri
- Ni toi ni moi
- El Sofocon

### EP
- 1957: Rica Pereno con le orchestre di Angelini, Fragna, Ferrari, Allegriti (Cetra, EP 0594)